# 정용실의 저녁길 매거진
정용실의 저녁길 매거진은 KBS 1라디오에서 2014년 4월 7일부터 2014년 12월 31일까지 8개월간 방송했던 라디오 시사 프로그램이다.
진행자는 정용실 아나운서이며, 방송시간은 월~토요일 저녁 6시 10분부터 저녁 7시 58분까지이다.

## 지역 프로그램
다음 지역 프로그램은 1부 시간대인, 저녁 6시 10분부터 저녁 6시 58분까지 방송된다. 2부는 전국방송이다.
| 프로그램                              | 지역                                 | 방송국                             | 진행자             |
| ------------------------------------- | ------------------------------------ | ---------------------------------- | ------------------ |
| 생방송 대전입니다                     | 대전광역시, 세종특별자치시, 충청남도 | KBS대전                            | 박명원             |
| 동남권 백년포럼 KBS 열린토론 (금요일) | 부산광역시, 울산광역시, 경상남도     | KBS부산, KBS울산, KBS창원, KBS진주 | 윤태환 동의대 교수 |

## 같이 보기
- KBS
- KBS 제1라디오

| KBS 1라디오 프로그램          |                               |                            |
| 이전                          | 정용실의 저녁길 매거진 1부    | 다음                       |
| 공부가 재미있다               | 정용실의 저녁길 매거진 1부    | KBS 제1라디오 저녁종합뉴스 |
| 오후 5시 10분 ~ 오후 5시 58분 | 저녁 6시 10분 ~ 저녁 6시 58분 | 저녁 7시 ~ 저녁 7시 20분   |
| 일부 지역 자체 방송           | 일부 지역 자체 방송           |                            |

| KBS 1라디오 프로그램       |                               |                           |
| 이전                       | 정용실의 저녁길 매거진 2부    | 다음                      |
| KBS 제1라디오 저녁종합뉴스 | 정용실의 저녁길 매거진 2부    | 세상의 모든 지식          |
| 저녁 7시 ~ 저녁 7시 20분   | 저녁 7시 20분 ~ 저녁 7시 58분 | 밤 8시 10분 ~ 밤 8시 58분 |
|                            |                               |                           |